# Shalloch on Minnoch
Shalloch on Minnoch är ett berg i Storbritannien.   Det ligger i kommunen South Ayrshire och riksdelen Skottland, i den centrala delen av landet, 500 km nordväst om huvudstaden London. Toppen på Shalloch on Minnoch är 775 meter över havet, eller 308 meter över den omgivande terrängen. Bredden vid basen är 4,3 km. Shalloch on Minnoch ingår i Rhinns of Kells.
Terrängen runt Shalloch on Minnoch är huvudsakligen kuperad, men åt sydväst är den platt.Runt Shalloch on Minnoch är det glesbefolkat, med 14 invånare per kvadratkilometer. Närmaste större samhälle är Dalmellington, 17,2 km norr om Shalloch on Minnoch. Trakten runt Shalloch on Minnoch består i huvudsak av gräsmarker.